# Moritz Kentmann
Pour les articles homonymes, voir Kentmann.
Moritz Kentmann né le 7 décembre 1992, est un joueur allemand de hockey sur gazon. Il évolue au poste de gardien de but au SV Kampong et avec l'équipe nationale allemande.

## Carrière
Il a été appelé en équipe première en 2021 pour concourir à la Ligue professionnelle 2021-2022.